# 孟立志
孟立志（1974年—），达斡尔族，内蒙古莫力达瓦旗人，中国男子曲棍球运动员。他曾代表中国国家队参加2008年夏季奥林匹克运动会曲棍球比赛，结果获得第十一名。